# Calophyllum waliense
Calophyllum waliense är en tvåhjärtbladig växtart som beskrevs av P.F. Stevens. Calophyllum waliense ingår i släktet Calophyllum och familjen Calophyllaceae. Inga underarter finns listade i Catalogue of Life.